# Nicky Jam: BZRP Music Sessions, Vol. 41
«Nicky Jam: BZRP Music Sessions, Vol. 41» es una canción producida por el productor argentino Bizarrap e interpretada por el cantante y rapero estadounidense Nicky Jam. Fue lanzado el 30 de junio de 2021 a través de Dale Play Records, el vídeo musical fue lanzado en el canal de YouTube de Bizarrap. Esta es la segunda BZRP Music Sessions que presenta a un artista de ascendencia puertorriqueña y fue lanzada dos semanas después de que se lanzó la canción «Eladio Carrión: Bzrp Music Sessions, Vol. 40» con Eladio Carrión, quien fue el primer artista puertorriqueño en grabar con Bizarrap. Esta canción es la Music Sessions número 41 en ser lanzada. La canción alcanzó el número 1 en la lista Billboard Argentina Hot 100 y tiene más de 30 millones de reproducciones en Spotify a las pocas semanas de su lanzamiento.

## Antecedentes
La Bzrp Music Sessions se había filtrado tres días antes de su lanzamiento cuando Bizarrap estaba en el aeropuerto y un fan grabó un video a sus espaldas que mostraba a Bizarrap viendo una foto de él y Nicky Jam dejando saber que las próxima Bzrp Music Sessions sería de aquel artista. El 29 de junio de 2021, cuando no había terminado la promoción de la última Bzrp Music Sessions con el rapero puertorriqueño Eladio Carrión, Bizarrap anunció la Bzrp Music Sessions con Nicky Jam que se publicó al día siguiente.

## Letra y composición
La letra de la canción fue escrita por Nicky Jam y Reggi "El Auténtico", en la canción se refiere al fallecido exfutbolista argentino Diego Maradona y a la Copa Mundial de Fútbol de 1986 en México ya que en ese torneo Maradona se proclamó campeón con la Selección de Fútbol de Argentina. Además de tener algunos versos en inglés lo que la convierte en una canción en spanglish. El instrumental de la canción va desde el reguetón clásico, el rap y hasta el trap, sin embargo se considera un «trapetón».

## Vídeo musical
El vídeo musical de la canción fue publicado el mismo día del lanzamiento del sencillo en el canal de YouTube de Bizarrap y alcanzó el puesto 1 en tendencias.  En tan solo un día, el video alcanzó las 12 millones de visitas a través YouTube y se convirtió en la canción latina con más rapidez en conseguir un millón de me gusta en menos de 24 horas, lugar que ocupaba hasta ese entonces la canción "Yonaguni" de Bad Bunny. Actualmente, el video musical cuenta con más de 170 millones de visitas en YouTube.

## Posicionamiento en listas

### Semanales
| Lista (2021)                     | Mejor posición |
| -------------------------------- | -------------- |
| Argentina (Argentina Hot 100)    | 1              |
| Chile (Los 40)                   | 2              |
| Colombia (Promúsica)             | 16             |
| España (Top 100 Canciones)       | 3              |
| Estados Unidos (Hot Latin Songs) | 38             |
| Global 200 (Billboard)           | 26             |
| Honduras (Monitor Latino)        | 16             |
| México (AMPROFON Top Streaming)  | 9              |
| Uruguay (Monitor Latino)         | 10             |

### Mensuales
| Lista (2021)   | Mejor posición |
| -------------- | -------------- |
| Paraguay (SGP) | 12             |

## Certificaciones
| País   | Organismo certificador | Certificación | Ventas certificadas | Ref.   |
| ------ | ---------------------- | ------------- | ------------------- | ------ |
| México | AMPROFON               | Oro           | 70 000              | [ 18 ] |
| España | PROMUSICAE             | 2× Platino    | 80 000              | [ 19 ] |